# Championnat de France masculin de handball 2023-2024
Navigation
StarLigue 2022-2023 StarLigue 2024-2025
Le championnat de France masculin de handball 2023-2024 est la soixante-douzième édition de cette compétition et la troisième sous la dénomination de Liqui Moly StarLigue. Il s'agit du plus haut niveau du championnat de France de ce sport.
Seize clubs participent à cette édition de la compétition, les quatorze premiers du précédent championnat ainsi que deux clubs promus de Proligue, le Saran Loiret Handball (premier de la saison régulière), et le Dijon Métropole Handball (vainqueur des plays-offs).
La compétition est remportée pour la onzième fois par le Paris Saint-Germain de Nikola Karabatic qui remporte lui son seizième et dernier titre de champion. Paris devance d'un petit point le HBC Nantes et de sept points le Montpellier Handball, pour la trentième et dernière saison de Patrice Canayer.
En bas du classement, la dernière journée a été également décisive pour connaître le second relégué avec le Dijon Métropole Handball : le Saran Loiret Handball, battu à domicile par l'US Ivry, retourne en Proligue à cause d'un déficit d'un point par rapport à son adversaire et à l'US Créteil.

## Modalités

### Calendrier
Les principales dates du calendrier du championnat sont :
- 8 septembre 2023 : début du championnat,
- 20 décembre 2023 : 15e journée et fin des matchs allers,
- 31 mai 2024 : 30e journée et fin du championnat

### Clubs participants
| \| Paris Créteil Aix-en-P. Nîmes Chambéry Montpellier Dunkerque St-Raphaël Nantes Chartres Toulouse Cesson-Sévigné Limoges Ivry Dijon Saran \| Localisation des clubs engagés dans le championnat. · Le tenant du titre est en orange, les promus en vert. |
| Paris Créteil Aix-en-P. Nîmes Chambéry Montpellier Dunkerque St-Raphaël Nantes Chartres Toulouse Cesson-Sévigné Limoges Ivry Dijon Saran |

Légende des couleurs
- Qualifié pour la Ligue des champions
- Qualifié pour la Ligue européenne
- Promu de Proligue

| Club                                | Classement 2022-2023 | Entraîneur                     | Salle                                            | Capacité théorique | Saisons en D1          |
| ----------------------------------- | -------------------- | ------------------------------ | ------------------------------------------------ | ------------------ | ---------------------- |
| Paris Saint-Germain (handball)      | 1er                  | Raúl González                  | Stade Pierre-de-Coubertin                        | 4 016              | 36e[réf. nécessaire]   |
| Montpellier Handball                | 2e                   | Patrice Canayer                | Palais des sports René-Bougnol                   | 2 900              | 30e[réf. nécessaire]   |
| Handball Club de Nantes             | 3e                   | Grégory Cojean                 | HArena                                           | 5 902              | 16e[réf. nécessaire]   |
| Chambéry Savoie Mont Blanc Handball | 4e                   | Érick Mathé                    | Le Phare - Grand Chambéry                        | 4 423              | 30e[réf. nécessaire]   |
| USAM Nîmes Gard                     | 5e                   | Yann Balmossière               | Le Parnasse                                      | 4 191              | 37e[réf. nécessaire]   |
| Fenix Toulouse Handball             | 6e                   | Danijel Anđelković             | Palais des sports André-Brouat                   | 3 850              | 28e[réf. nécessaire]   |
| Saint-Raphaël Var Handball          | 7e                   | Benjamin Braux                 | Palais des sports Jean-François-Krakowski        | 2 500              | 18e[réf. nécessaire]   |
| Dunkerque Handball Grand Littoral   | 8e                   | Franck Maurice                 | Stades de Flandres                               | 2 400              | 33e[réf. nécessaire]   |
| Cesson Rennes MHB                   | 9e                   | Sébastien Leriche              | Glaz Arena                                       | 4 500              | 14e[réf. nécessaire]   |
| Limoges Handball                    | 10e                  | Alberto Entrerríos             | Palais des sports de Beaublanc                   | 5 500              | 4e[réf. nécessaire]    |
| Pays d'Aix Université Club handball | 11e                  | Philippe Gardent               | Aréna du Pays d'Aix                              | 6 004              | 11e[réf. nécessaire]   |
| Union sportive d'Ivry (handball)    | 12e                  | Didier Dinart                  | Gymnase Auguste-Delaune                          | 1 500              | 65e[réf. nécessaire]   |
| C' Chartres MHB                     | 13e                  | Nebojša Stojinović             | Halle Jean-Cochet Le Colisée (depuis avril 2024) | 1 200 3 810        | 6e[réf. nécessaire]    |
| Union sportive de Créteil           | 14e                  | Fernando Barbeito              | Palais des sports Robert-Oubron                  | 2 398              | 35e[réf. nécessaire]   |
| Saran Loiret Handball               | 1er SR de D2         | Fabien Courtial Jérémy Roussel | Palais des sports d'Orléans                      | 2 867              | 3e[réf. nécessaire]    |
| Dijon Métropole Handball            | Champion de D2       | Ulrich Chaduteaud              | Palais des sports Jean-Michel-Geoffroy           | 3 200              | > 28e[réf. nécessaire] |

### Modalités de classement et de qualifications européennes
La Liqui Moly StarLigue est organisée en une poule unique de 16 clubs avec matchs allers - retours. Une équipe marque 2 points pour une victoire, 1 point pour un match nul et 0 point pour une défaite. Le titre de champion de Liqui Moly StarLigue est attribué à l'équipe qui obtient le plus de points à l'issue de la saison. Les deux équipes les moins bien classées à l'issue de la saison sont reléguées en Proligue.
En cas d'égalité entre deux ou plusieurs équipes à l'issue de la compétition, leur classement est établi en tenant compte des facteurs suivants :
1. Le nombre de points à l'issue de la compétition dans les rencontres ayant opposé les équipes à égalité entre elles ;
2. La différence entre les buts marqués et les buts encaissés dans les rencontres ayant opposé les équipes à égalité entre elles ;
3. Le plus grand nombre de buts marqués à l'extérieur dans les rencontres ayant opposé les équipes à égalité entre elles ;
4. La différence entre les buts marqués et les buts encaissés sur l'ensemble des rencontres de la compétition ;
5. Le plus grand nombre de buts marqués sur l'ensemble des rencontres de la compétition ;
6. Le plus grand nombre de buts marqués à l'extérieur sur l'ensemble des rencontres de la compétition ;
7. tirage au sort effectué par la Commission d'Organisation des Compétitions.

Conformément au règlement de la Fédération européenne de handball (EHF), la troisième place de la France au classement 2022 du coefficient EHF conduit aux modalités de qualification en coupes d'Europe suivantes pour la saison 2023-2024 :
- Le champion de France est qualifié en Ligue des champions,
- Les deuxième et troisième du championnat ainsi que les vainqueurs de la Coupe de France sont qualifiés en Ligue européenne. Si le vainqueur de la Coupe de France est déjà qualifié via le championnat, cette place qualificative est réattribuée au quatrième du championnat.

La Fédération française de handball a la possibilité de déposer un dossier auprès de l'EHF afin de transformer une place en Ligue européenne en une place en Ligue des champions pour un des clubs qualifiés. De même, la FFHB peut proposer à l'EHF le dossier d'un club non qualifié pour obtenir une place en Ligue européenne. L'EHF statue lors d'un comité exécutif sur les équipes qui obtiennent ces surclassements.

## Présentation

### Équipementiers
| Équipementier          | Équipe                            | Durée             | Ref               |
| ---------------------- | --------------------------------- | ----------------- | ----------------- |
| Craft                  | Limoges Hand 87                   | 2020/05 – 2027/06 | [réf. nécessaire] |
| Craft                  | Fenix Toulouse Handball           | 2020/07 – 2027/06 | [réf. nécessaire] |
| Erima                  | Dunkerque Handball Grand Littoral | 2023/07 –         | [réf. nécessaire] |
| Erima                  | Saint-Raphaël Var Handball        | 2023/07 – 2028/06 | [réf. nécessaire] |
| Hummel                 | C' Chartres MHB                   | 2020/07 –         | [réf. nécessaire] |
| Hummel                 | Créteil (USC)                     | 2020/06 –         | [réf. nécessaire] |
| Joma                   | Dijon Métropole Handball          | 2022/09 – 2024/06 | [réf. nécessaire] |
| Joma                   | US Ivry                           | 2018/08 – 2025    | [réf. nécessaire] |
| Kappa                  | USAM Nîmes Gard                   | 2012 min. –       | [réf. nécessaire] |
| Kempa                  | Cesson Rennes Métropole HB        | 2011 min. –       | [réf. nécessaire] |
| Mizuno                 | Chambéry Savoie Mont Blanc HB     | 2018/07 – 2024    | [réf. nécessaire] |
| Nike                   | HBC Nantes                        | 2023/07 – 2027/06 | [réf. nécessaire] |
| Nike / Nike Air Jordan | Paris Saint-Germain (handball)    | 2013/07 –         | [ 6 ]             |
| Puma                   | Montpellier Handball              | 2018/07 – 2026    | [ 7 ]             |
| Select                 | Pays d'Aix UC                     | 2023/07 –         | [réf. nécessaire] |
| Vestiaire du Sport     | Saran Loiret Handball             | 2022/07 – 2024    | [ 8 ]             |

## Compétition

### Classement
|    | Équipe                     | Pts  | J  | G  | N | P  | Bp   | Bc   | Diff | Dép  |
| -- | -------------------------- | ---- | -- | -- | - | -- | ---- | ---- | ---- | ---- |
| 1  | Paris Saint-Germain T S    | 55   | 30 | 27 | 1 | 2  | 1083 | 893  | 190  | /    |
| 2  | HBC Nantes C               | 54   | 30 | 26 | 2 | 2  | 1045 | 855  | 190  | /    |
| 3  | Montpellier Handball       | 48   | 30 | 23 | 2 | 5  | 988  | 860  | 128  | /    |
| 4  | Fenix Toulouse             | 39   | 30 | 18 | 3 | 9  | 964  | 921  | 43   | /    |
| 5  | Limoges Handball           | 36   | 30 | 16 | 4 | 10 | 986  | 966  | 20   | /    |
| 6  | Chambéry SMBH              | 32   | 30 | 15 | 2 | 13 | 926  | 919  | 7    | +6   |
| 7  | USAM Nîmes Gard            | 32   | 29 | 16 | 0 | 13 | 850  | 874  | -24  | -6   |
| 8  | Pays d'Aix UC              | 28-2 | 30 | 15 | 0 | 15 | 944  | 960  | -16  | Diff |
| 9  | Saint-Raphaël VHB          | 28   | 30 | 11 | 6 | 13 | 988  | 1018 | -30  | Diff |
| 10 | Dunkerque HGL              | 26   | 30 | 12 | 2 | 16 | 911  | 930  | -19  | /    |
| 11 | Cesson Rennes MHB          | 23   | 30 | 10 | 3 | 17 | 885  | 909  | -24  | /    |
| 12 | C' Chartres MHB            | 20   | 30 | 9  | 2 | 19 | 890  | 966  | -76  | /    |
| 13 | US Ivry                    | 16   | 30 | 7  | 2 | 21 | 882  | 939  | -57  | +2   |
| 14 | US Créteil                 | 16   | 30 | 5  | 6 | 19 | 893  | 991  | -98  | -2   |
| 15 | Saran Loiret Handball P    | 15   | 30 | 6  | 3 | 21 | 855  | 954  | -99  | /    |
| 16 | Dijon Métropole Handball P | 10   | 30 | 4  | 2 | 24 | 907  | 1038 | -131 | /    |

 Ligue des champions
- Champion et qualifié

Ligue européenne
- Qualifié

Relégation en Proligue
- Relégué

Classement officiel
Abréviations
- T : tenant du titre 2023
- S : vainqueur du Trophée des champions
- C : vainqueur de la Coupe de France
- -N : points de pénalité (voir ci-dessous).
- P : promus de Proligue

### Sanctions
Le Pays d'Aix Université Club handball a été sanctionné en appel d'un retrait ferme de deux points et de deux points avec sursis au classement. La sanction était initialement de 4 points ferme et d'une rétrogradation en division inférieure à l'issue de la saison sportive, « au motif notamment de la non-présentation des comptes au 30 juin 2023 certifiés par le Commissaire aux Comptes, tant pour la société que l'association » et à cause de l'« absence de visibilité sur la situation juridique et financière du groupement sportif »,

### Matchs
[réf. nécessaire]
| Résultats (dom.\ext.)                                      | Aix   | CesR  | Cham  | Char  | Crét  | Dijon | Dunk  | Ivr   | Lim   | Montp | Nant  | Nîmes | PSG   | St-Ra | Sar   | Toul  |
| Pays d'Aix UC                                              |       | 34-32 | 35-34 | 24-27 | 32-27 | 33-34 | 34-30 | 38-37 | 35-32 | 27-29 | 24-30 | 26-29 | 31-39 | 28-27 | 35-31 | 34-39 |
| Cesson Rennes MHB                                          | 29-30 |       | 26-29 | 27-28 | 32-32 | 32-29 | 29-33 | 32-26 | 33-29 | 27-32 | 26-36 | 35-26 | 24-27 | 26-26 | 30-25 | 24-32 |
| Chambéry SMB HB                                            | 32-26 | 30-29 |       | 25-30 | 35-26 | 41-29 | 28-27 | 29-28 | 37-39 | 30-30 | 25-39 | 39-31 | 26-34 | 39-35 | 30-23 | 33-32 |
| C' Chartres MHB                                            | 31-32 | 31-39 | 22-27 |       | 29-26 | 33-27 | 29-26 | 29-24 | 32-40 | 22-38 | 28-28 | 27-30 | 27-34 | 24-27 | 30-34 | 31-34 |
| US Créteil                                                 | 31-27 | 36-33 | 39-40 | 40-35 |       | 27-33 | 24-32 | 29-32 | 32-32 | 26-35 | 24-38 | 34-36 | 28-41 | 37-37 | 31-31 | 30-31 |
| Dijon Métropole Handball                                   | 26-33 | 29-33 | 27-31 | 34-30 | 30-30 |       | 25-32 | 34-34 | 30-34 | 28-32 | 22-41 | 29-31 | 31-38 | 32-34 | 29-33 | 32-36 |
| Dunkerque HGL                                              | 33-32 | 31-23 | 26-27 | 32-28 | 27-22 | 30-32 |       | 32-30 | 31-38 | 28-32 | 23-29 | 31-26 | 33-42 | 37-33 | 31-24 | 30-36 |
| US Ivry                                                    | 29-28 | 28-32 | 30-30 | 32-33 | 26-27 | 33-23 | 27-34 |       | 27-28 | 27-31 | 28-33 | 28-24 | 34-38 | 37-39 | 33-31 | 31-29 |
| Limoges Handball                                           | 35-38 | 29-26 | 29-23 | 39-34 | 37-35 | 37-29 | 32-32 | 31-29 |       | 30-36 | 28-33 | 32-29 | 29-36 | 34-31 | 33-26 | 29-32 |
| Montpellier Handball                                       | 36-31 | 37-29 | 32-26 | 39-36 | 36-25 | 33-29 | 37-25 | 35-29 | 36-34 |       | 31-33 | 25-23 | 26-31 | 35-35 | 34-28 | 33-25 |
| HBC Nantes                                                 | 37-41 | 32-26 | 34-26 | 33-25 | 38-31 | 47-34 | 41-36 | 30-22 | 34-34 | 31-30 |       | 36-32 | 32-30 | 35-31 | 38-24 | 40-30 |
| USAM Nîmes Gard                                            | 31-32 | 24-30 | 31-28 | 31-29 | 32-35 | 39-37 | 33-28 | 30-24 | 34-37 | 16-27 | 21-26 |       | 24-34 | 39-37 | 25-22 | 34-27 |
| Paris Saint-Germain                                        | 39-36 | 34-26 | 34-33 | 44-30 | 35-27 | 40-32 | 34-27 | 36-31 | 37-27 | 31-27 | 35-32 | 32-33 |       | 37-29 | 46-31 | 29-29 |
| Saint-Raphaël VHB                                          | 29-28 | 31-30 | 34-33 | 35-35 | 30-37 | 36-31 | 38-38 | 33-31 | 39-37 | 38-42 | 34-39 | 31-33 | 38-45 |       | 33-28 | 30-30 |
| Saran Loiret Handball                                      | 32-34 | 34-34 | 29-27 | 32-35 | 28-28 | 31-29 | 31-24 | 27-29 | 31-32 | 27-33 | 30-36 | 23-27 | 29-37 | 27-29 |       | 23-33 |
| Fenix Toulouse                                             | 33-26 | 29-31 | 33-32 | 33-30 | 31-27 | 44-41 | 34-32 | 34-26 | 29-29 | 33-29 | 24-34 | 38-28 | 31-34 | 34-29 | 29-30 |       |
| - Victoire à domicile - Match nul - Victoire à l'extérieur |       |       |       |       |       |       |       |       |       |       |       |       |       |       |       |       |

## Statistiques et récompenses

### Meilleurs buteurs
Au terme du championnat, les meilleurs buteurs sont :
| #  | Joueur             | Club                | Buts / Tirs | % Tir   | MJ | BPM  | Ch.       | 7m       |
| -- | ------------------ | ------------------- | ----------- | ------- | -- | ---- | --------- | -------- |
| 1  | Kamil Syprzak      | Paris Saint-Germain | 220 / 267   | 82,40 % | 29 | 7,59 | 131 / 161 | 89 / 106 |
| 2  | Tom Pelayo         | Dunkerque HGL       | 216 / 294   | 73,47 % | 30 | 7,20 | 134 / 190 | 82 / 104 |
| 3  | Gabriel Loesch     | Pays d'Aix UC       | 191 / 248   | 77,02 % | 30 | 6,37 | 107 / 148 | 84 / 100 |
| 4  | José María Márquez | Saint-Raphaël VHB   | 189 / 312   | 60,58 % | 30 | 6,30 | 178 / 293 | 11 / 19  |
| 5  | Nemanja Ilić       | Fenix Toulouse      | 183 / 238   | 76,89 % | 28 | 6,54 | 116 / 152 | 67 / 86  |
| 6  | Benjamin Richert   | Chambéry SMB HB     | 170 / 257   | 66,15 % | 28 | 6,07 | 84 / 142  | 86 / 115 |
| 7  | Valero Rivera      | HBC Nantes          | 169 / 220   | 76,82 % | 30 | 5,63 | 89 / 123  | 80 / 97  |
| 8  | Ian Tarrafeta      | Pays d'Aix UC       | 165 / 246   | 67,07 % | 24 | 6,88 | 165 / 246 | 0 / 0    |
| 9  | Elohim Prandi      | Paris Saint-Germain | 160 / 248   | 64,52 % | 28 | 5,71 | 160 / 248 | 0 / 0    |
| 10 | Mario Álvarez      | US Créteil          | 159 / 229   | 69,43 % | 30 | 5,30 | 95 / 144  | 64 / 85  |

### Meilleurs gardiens de but
Au terme du championnat, les meilleurs gardiens de buts (en nombre d'arrêts) sont :
| #  | Joueur              | Club                 | Arrêts / Tirs | % Arr.  | MJ | APM   | Ch.       | 7m      |
| -- | ------------------- | -------------------- | ------------- | ------- | -- | ----- | --------- | ------- |
| 1  | Valentin Kieffer    | Dunkerque HGL        | 313 / 963     | 32,50 % | 30 | 10,43 | 306 / 911 | 7 / 52  |
| 2  | Jože Baznik         | USAM Nîmes Gard      | 289 / 888     | 32,55 % | 30 | 9,63  | 275 / 815 | 14 / 73 |
| 3  | Milan Bomaštar      | C' Chartres MHB      | 277 / 1024    | 27,05 % | 30 | 9,23  | 255 / 934 | 22 / 90 |
| 4  | Rémi Desbonnet      | Montpellier Handball | 248 / 811     | 30,58 % | 30 | 8,27  | 231 / 736 | 17 / 75 |
| 5  | Dino Slavić         | Limoges Handball     | 241 / 811     | 29,72 % | 30 | 8,03  | 234 / 762 | 7 / 49  |
| 6  | Harun Hodžić        | Chambéry SMB HB      | 239 / 744     | 32,12 % | 30 | 7,97  | 230 / 685 | 9 / 59  |
| 7  | Jannick Green       | Paris Saint-Germain  | 238 / 784     | 30,36 % | 30 | 7,93  | 225 / 722 | 13 / 62 |
| 8  | Wesley Pardin       | Pays d'Aix UC        | 220 / 796     | 27,64 % | 29 | 7,59  | 200 / 705 | 20 / 91 |
| 9  | Dylan Soyez         | US Créteil           | 203 / 733     | 27,69 % | 30 | 6,77  | 186 / 654 | 17 / 79 |
| 10 | Rangel da Rosa (en) | Saint-Raphaël VHB    | 202 / 806     | 25,06 % | 30 | 6,73  | 189 / 732 | 13 / 74 |

### Meilleurs handballeurs de la saison
Les meilleurs joueurs de la saison 2023-2024 sont, :
- Meilleur joueur : Elohim Prandi (Paris Saint-Germain)

- Meilleur entraîneur : Patrice Canayer (Montpellier Handball)
- Meilleur espoir : Bryan Monte (Montpellier Handball)
- Meilleur défenseur : Karl Konan (Montpellier Handball)

- Meilleur gardien de but : Valentin Kieffer (Dunkerque HGL)
- Meilleur ailier gauche : Nemanja Ilić (Fenix Toulouse)
- Meilleur arrière gauche : Elohim Prandi (Paris Saint-Germain)
- Meilleur demi-centre : Aymeric Minne (HBC Nantes)
- Meilleur pivot : Kamil Syprzak (Paris Saint-Germain)
- Meilleur arrière droit: Ayoub Abdi (Fenix Toulouse)
- Meilleur ailier droit : Benjamin Richert (Chambéry SMB HB)

## Bilan de la saison
| Tableau d'honneur de la saison 2023-2024 |                          |                                    |
| Compétition                              | Vainqueur                | Commentaire                        |
| Championnat de France                    | Paris Saint-Germain      | 11e titre                          |
| Trophée des champions                    | Paris Saint-Germain      | 5e victoire                        |
| Coupe de France                          | HBC Nantes               | 3e victoire                        |
| Bilan en coupes d'Europe 2023-2024       |                          |                                    |
| Compétition                              | Qualifiés                | Commentaire                        |
| Ligue des champions                      | Paris Saint-Germain      | éliminé en 1/4 de finale           |
| Ligue des champions                      | Montpellier Handball     | éliminé en 1/4 de finale           |
| Ligue européenne                         | HBC Nantes               | éliminé en 1/4 de finale           |
| Ligue européenne                         | Chambéry SMB HB          | éliminé au tour préliminaire       |
| Qualifications européennes 2024-2025     |                          |                                    |
| Compétition                              | Qualifiés                | Commentaire                        |
| Ligue des champions                      | Paris Saint-Germain      | Champion de France                 |
| Ligue des champions                      | HBC Nantes               | 3e du championnat (invité)         |
| Ligue européenne                         | Montpellier Handball     | 3e du championnat                  |
| Ligue européenne                         | Fenix Toulouse Handball  | 4e du championnat                  |
| Ligue européenne                         | Limoges Handball         | 5e du championnat (invité)         |
| Promotions et relégations                |                          |                                    |
| Relégués en Division 2                   | Saran Loiret Handball    | Retour en D2 après 1 saison en D1  |
| Relégués en Division 2                   | Dijon Métropole Handball | Retour en D2 après 1 saison en D1  |
| Promu : 1er de la saison régulière       | Tremblay Handball        | Retour en D1 après 3 saisons en D2 |
| Promu : Finaliste                        | Istres Provence Handball | Retour en D1 après 1 saison en D2  |